# گمینا ورکی
گمینا ورکی (به لهستانی:  Gmina Wyryki) یک گمینا در لهستان است که در شهرستان وووداوا واقع شده‌است. گمینا ورکی ۲۱۹٫۵۲ کیلومتر مربع مساحت و ۲٬۸۲۲ نفر جمعیت دارد.